# Tecnología sin zanja

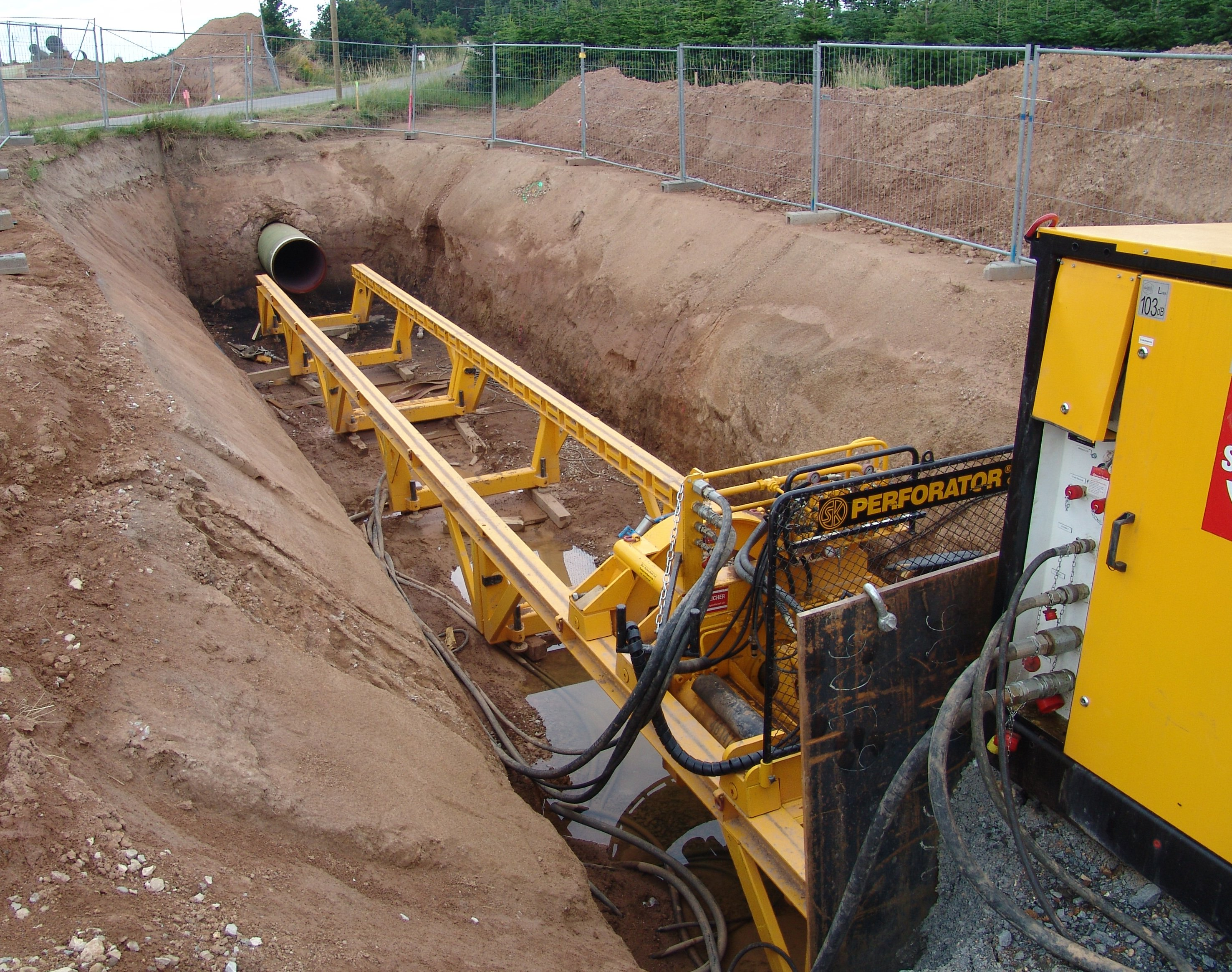
Microtuneladora instalando una tubería.

La tecnología sin zanja o tecnologías sin zanja representan un conjunto de procedimientos cuya finalidad es construir, reemplazar o reparar todo tipo de tuberías: colectores, acueductos, redes eléctricas, de comunicaciones y de gas natural, entre otras. Aprobadas por la ONU (Programa 21, Capitulo 34) como tecnologías ecológicamente racionales y ambientalmente sostenibles, abarcan tecnologías que ofrecen un rendimiento medioambientalmente mejorado en comparación con las tecnologías que implican la molesta apertura de zanjas en las ciudades. Garantizan el compromiso con la sociedad al evitar ruido, emisiones de CO2, polvo, escombros, materiales de relleno, residuos o roturas del pavimento y fundamentales en la economía circular y la lucha contra el cambio climático.  

## Principales divisiones de las Tecnologías sin Zanja TSZ
Las tecnologías sin zanja TSZ entendidas desde la Asociación Ibérica de Tecnología sin zanja IBSTT, la ONU, o la normativa americana engloban no solo las tecnologías de nueva implantación, sino las tecnologías de rehabilitación, de reparación, y todas aquellas que están anexas o que están alrededor que te permiten ejecutar las labores de implementación, rehabilitación e incluso de operación y mantenimiento de esas redes sin utilizar actividades intrusivas o destructivas.
Aplica a todas las redes o servicios lineales: carreteras, ferrocarril, pero también de redes de abastecimiento, de redes de saneamiento, de gas, de electricidad, de fibra óptica, de telecomunicaciones y son utilizadas por la mayor parte de los servicios públicos y grandes industrias.
Las TSZ se catalogan y se ordenan en base a 2 grandes grupos: Nueva Instalación y Rehabilitación de tuberías, y dentro de la Rehabilitación de tuberías tenemos 3 grandes subgrupos: Reparación de tubería puntual o local, la Sustitución completa de un tramo de tubería mediante otro tramo de tubería o material, y la Rehabilitación.
Dentro de ella nos vamos a encontrar con tecnologías auxiliares que se requieren de manera continua como son la localización, la inspección del servicio, tubería o red; y medios auxiliares como son el robot fresador, el equipo mixto de limpieza y equipos de limpieza de tuberías como el ice pigging, swabbing.
Dentro de la Nueva Instalación, las tecnologías más utilizadas y más modernas son la Perforación Horizontal Dirigida (PHD), Microtúneles, Hinca neumática y Perforación helicoidal que permiten la instalación de nuevos servicios y son muy utilizadas en redes de agua y saneamiento, redes de transporte, gas, ferrocarril o telecomunicaciones.
Actualmente existen dos divisiones para las tecnologías sin zanja, las cuales son:
- Nueva Instalación.
- Rehabilitación de Tuberías.

### Métodos de nueva instalación
Abarcan todas las metodologías para la construcción de infraestructura que no utilicen métodos tradicionales como la construcción a zanja abierta. Entre estas destacan:
- Perforación Horizontal Dirigida
- Perforación Helicoidal
- Hinca neumática
- Microtúneles

### Métodos de rehabilitación de tuberías
Abarcan metodologías para la renovación o restitución de infraestructura, donde es reemplazada la tubería vieja o defectuosa, que no utilizan directamente zanjas abiertas. Destacan:
- Bursting
- Sliplining
- Manga continua
- Packers

### Uso de Trenchless en Sud America
El primer país en utilizar este tipo de tecnología en Sudamérica fue el Perú en 1998 utilizándose el método dinámico en la ciudad de Lima específicamente en la renovación de redes en el distrito de Breña rehabilitando 6.4 km de red de agua potable y 4.2 km de red de saneamiento, estando actualmente en proceso de renovación de su redes en Lima Norte  III, y IV impulsado de gran manera por el Servicio de Agua Potable y Alcantarillado de Lima SEDAPAL en este contexto los Ing. Alvite Miranda Carlos Rubén e Ing. Bordero Zarate Cesar Alejandro (2016) presentan el estudio:” Plan de negocios para la rehabilitación de redes de agua potable y alcantarillado con la tecnología sin zanja” en la Universidad Peruana de Ciencias Aplicadas(U.P.A) mismo que tiene objetivo el estudio de mercado y plan de negocios para entrar en el mercado de rehabilitación de redes de servicios Básicos indicando que es un sector que no está siendo explotado de manera adecuada en función de la demanda que se tiene de renovación y/o rehabilitación de redes de servicios básicas.

Este estudio Alvite y Bordero (2016) plantea que con el uso de tecnologías de rehabilitación de redes de servicio básico se reducen tiempos y molestias en la ejecución, teniendo una gran oportunidad de implementación puesto que Lima tiene aun 8.400 Km de redes de Agua potable y 2.300 km de red de saneamiento con una vida  mayor a 30 años de servicio, el estudio además concluye que se necesita mínimamente contratos de rehabilitación de redes por el método Pipe Bursting con proyectos de 43 km. de saneamiento y 63 km de Agua potable para comprar la maquinaria y devolver totalmente la inversión de la misma teniendo un periodo de retorno de inversión después del mes 24, asimismo concluye que este tipo de tecnología es recomendada y competitiva económicamente para anchos de vías reducidos por el poco espacio necesario para trabajar y de preferencia zonas pavimentadas puesto que se evita hacer reposiciones de vía.

Un segundo estudio respecto a la experiencia del uso de esta tecnología,  fue de Esplanada (2018) cuyo titulo “Deficiencias del sistema de Alcantarillado del Proyecto Lima Norte II y ventajas del sistema Pipe Bursting” para la Universidad Peruana Los Andes(UPLA), donde su objetivo era el determinar las ventajas de sistema Pipe Bursting implementación de la rehabilitación de la red de saneamiento en el Proyecto Lima Norte II en el Distrito de Comas –Lima , donde con una metodología descriptivo comparativo ,llego a los resultados de que a medida que se supera la vida útil de la red de saneamiento, y por ende el estado del servicio va declinando , aumenta las incidencias y reclamos por parte de los usuarios a la entidad, motivo por el cual en este caso de estudio, no era recomendado el uso de tecnología tradicional a zanja abierta para realizar dicha rehabilitación, es en este sentido que el uso del sistema Pipe Bursting ha demostrado que reduce sustancialmente las deficiencias del sistema de saneamiento y sobre todo ha minimizado el impacto social en la rehabilitación del Proyecto Lima Norte II.

Asimismo también Arce Obregon (2017)  realiza el estudio “Aplicación de las Tecnología Sin Zanja para mejorar la productividad en la rehabilitación de red de saneamiento COMAS 2016” en la Universidad Cesar Vallejos (UCV) plantea Analizar en que forma la aplicación de la tecnología sin zanja mejorara la productividad en la rehabilitación de redes de saneamiento en el Distrito de Comas en Lima Perú, donde en función del crecimiento poblacional desordenados del distrito de Comas está ocasionando una demanda creciente de servicios básicos, es así que, SEDAPAL encara el proyecto de renovación de redes el distrito de Comas el año 2016, donde bajo una metodología comparativa cuasi experimental, en una comparación de costo directo entre tecnología sin zanja y zanja abierta, es más eficiente la tecnología sin zanja permitiendo un ahorro del 20% respecto al método tradicional , y una reducción del 30% en ejecución de obras, teniendo el gran limitante de implementación de depender demasiado de la información de mapa confiables de los servicios subterráneos

Un cuarto estudio respecto a la experiencia en el Perú fue presentada por Ojeda Garayar (2015) bajo el titulo ”Análisis comparativo entre el método Pipe Bursting y el método tradicional en la renovación de tuberías de desagüe” para la Universidad Peruana de Ciencias Aplicadas , donde su objetivo era identificar y comparar las ventajas que tienen ambos métodos en factores de tiempo, costo y el impacto que estos ocasionan con respecto a la etapa de renovación de redes de saneamiento, donde este estudio demostró que como primer resultado proporciona mayor seguridad a los obreros, pues no hay la necesidad de realizar trabajos dentro de una zanja de gran altura,  así también nos muestra que el rendimiento en el método tradicional a zanja abierta, depende de la habilidad y experiencia de los trabajadores, en cambio el rendimiento en la metodología Pipe Bursting depende del equipo a ser utilizado y la mano de obra especialista a cargo, así también su implementación genera costos sociales mucho menores que el método tradicional que pocas veces son analizados en este tipo de proyectos .

De manera muy marcada el país sudamericano con mayor experiencia en el uso de renovación de servicios básicos con tecnología sin zanja es Colombia, donde el año 2009 se creó el Instituto Colombiano de Tecnologías de Infraestructura Subterránea (ICTIS) miembro de la Sociedad Internacional de tecnología sin zanjas (ISTT) cuya función es de promover el uso de estos procedimientos de rehabilitación de redes de servicios públicos, en este sentido Duque (2018) realizo la investigación: “ Beneficios Socio Ambientales de las Tecnologías sin Zanja en Colombia” cuya investigación se centra en determinar los Beneficios del uso de tecnología sin Zanja en Colombia y como puede sustentarse los mismos, para esto realiza una serie de entrevistas a Profundidad a actores importantes en la implementación de esta tecnología en obras de rehabilitación y/o renovación de redes de servicios básicos en Colombia, uno de sus entrevistados es el Ing. Santiago Durango Presidente de VeGroup, citado por (Duque, 2018), quien indica que en Colombia se inició el uso de tecnología sin zanja en el año 2000 ejecutado por una empresa mexicana un proyecto de micro tunelaje  que comprendía un cruce de aproximadamente dos kilómetros, teniendo el primer proyecto de rehabilitación de redes de servicio público el año 2006 ejecutado en la ciudad de Medellín el proyecto de rehabilitación de red de saneamiento en el costado norte de la calle 37 entre la Glorieta del ferrocarril y la glorieta San Diego , y con un Kilómetro con tecnología  Sliping Cured In Place Pipe CIPP (Manga con resina curada in situ) paralelamente el lado sur se intervino a zanja abierta con buenos resultados en relación a la tecnología tradicional, mitigando exitosamente el alto impacto socio Ambiental del área del proyecto; En el año 2018 se ejecutó el proyecto más grande de renovación de redes de servicios públicos de sud américa: El proyecto Centro Parrilla en Medellín con 41,69 kilómetros de redes de acueducto y 48,21 kilómetros de redes de saneamiento, se utilizaron satisfactoriamente 5 tipos de tecnología sin zanja para interferir lo menos posible en la dinámica normal del Centro y disminuir los impactos ambientales y sociales.

Así mismo referente a la experiencia en Colombia de renovación de redes de servicio público, aclara el Ing. Durango citado por Duque 2018, que Colombia cuenta con equipos de diagnóstico de redes con una relación de 70 a 1 respecto al resto de países de la región,, así también se cuenta con más de diez empresas y 150 maquinarias para trabajos de CIPP así como Perforación Horizontal Dirigida, donde la gran dificultad que tienen las empresas esta dado en la continuidad de trabajos de rehabilitación de redes existiendo lapsos de 3-6 años entre proyectos.

En dicho Estudio se hace énfasis entre las entrevistas del Ing. Durango e Ing. Francisco Piedrahita Ex director de Aguas EPM citados por Duque 2018, que la falta de voluntad política de las autoridades de implementar esta tecnología puesto que muchos de ellos prefieren la tecnología tradicional para sentar presencia de los trabajos realizados bajo el slogan” Las obras entran por los ojos”, además que estos proyectos están atados a la reposición completa de la carpeta asfáltica.
En un segundo trabajo fue Leguizamon (2015) denominado “Metodología para realizar perforación horizontal dirigida en la modalidad Pipe Ramming y Tunel Liner por la Universidad distrital Francisco José de Caldas hace una breve comparación respecto a las tecnologías tradicionales utilizadas en Bogotá, teniendo como el primer proyecto importante “el interceptor rio Bogotá Torca salitre” el cual comprende una longitud de 12.5 kilómetros. Lo cual redujo el corte de tráfico, donde el fin de este proyecto era conducir la red de saneamiento del norte de la ciudad hasta la planta de tratamiento de aguas residuales del Salitre, cuyo desarrollo metodológico fue con el Túnel Linner (Eaab, 2012 citado por Leguizamon 2015).

Este estudio se muestra que la aplicación de su metodología, “no es necesarios realizar corte o apertura de zanjas en el área de trabajo o instalados ductos para los servicios públicos, lo cual minimiza el impacto visual y disminuye los gastos en la reposición de materiales averiados”. (Leguizamon, 2015)
Asimismo, aclara Leguizamón en 2015, “si bien el rendimiento está en función de la tecnología y la maquinaria utilizada, es imprescindible el uso de mano de obra calificada y presencia de un profesional que garantice que la perforación dirigida sin zanja se lleve a cabo cumpliendo las especificaciones y precisión requeridas para este trabajo” (Leguizamon, 2015).
La Experiencia en Ecuador con este tipo de tecnología es relativamente nueva, misma que es presentada por Arboleda (2018) en el estudio: “Evaluación del sistema no convencional para la rehabilitación de una red de Alcantarillado sanitario” para la Universidad Espíritu Santo, cuyo objetivo era la evaluación de tecnologías no convencionales de preferencia no invasivas, para la rehabilitación de sistemas de saneamiento en el Ecuador específicamente la factibilidad técnica del uso de tecnología Manga con resina Curada in situ (CIPP-Sliping Cured In Place Pipe), teniendo el caso de estudio el cambio de redes de saneamiento de Hormigón a HDPE con un diámetro de 10 [pulg] en Sambordon Ecuador. De este estudio el autor concluye que para diámetros mayores a 10 pulgadas la tecnología CIPP es 60% más cara que la tradicional, pero que este costo va reduciendo considerablemente en función de la longitud de rehabilitación, es decir si la rehabilitación es muy extensa el proceso CIPP es recomendable para su inversión, debido a que el tiempo de ejecución no afecta a los habitantes ni al tráfico vehicular.

Un segundo estudio referido a la experiencia en Ecuador es presentado por Carrera (2017) ,en el estudio “ Perforación Horizontal Dirigida , en Paso de líneas de conducción de agua potable bajo vías de primer orden” para la Universidad Central del Ecuador cuyo objetivo era el de documentar el proceso constructivo en las perforaciones horizontales para líneas de conducción de agua potable en Quito Ecuador, además de analizar la introducción al mercado ecuatoriano como método de construcción de redes y su factibilidad técnica al respecto siendo un estudio comparativo llego a la conclusión que la tecnología sin zanja , específicamente perforación horizontal Dirigida” depende del tipo de suelo a ser utilizado, donde suelos con más del 50% de grava no son aptos para este tipo de perforación con cabezales sin percusión, además que mientras más curva sea la trayectoria , será más difícil mantener los lodos de perforación .